# کالیبر ۹ (فیلم ۱۹۷۲)
کالیبر ۹ (ایتالیایی: Milano calibro 9) یک فیلم پلیسی ایتالیایی به کارگردانی فرناندو دی لئو است که در سال ۱۹۷۲ منتشر شد.

## بازیگران
- گاستونه موسکین
- باربارا بوشه
- ماریو آدورف
- فرانک ولف
- لوئیجی پیستیلی
- ایوو گارانی
- فیلیپ لروآ
- لایونل استندر
- ارنستو کولی
- مارکو ماریانی